# Larry Johnson (cestista 1954)
Larry O'Neal Johnson (Morganfield, 28 novembre 1954 – Mount Vernon, 29 aprile 2025) è stato un cestista statunitense, professionista nella NBA.

## Carriera
Venne selezionato dai Buffalo Braves al secondo giro del Draft NBA 1977 (24ª scelta assoluta).

## Palmarès
- Campione NIT (1976)